# Tobrilia
Tobrilia är ett släkte av rundmaskar. Tobrilia ingår i familjen Tripylidae.
Kladogram enligt Catalogue of Life:
| Tobrilia | \| \| Tobrilia imberbis \| \| \| \| \| \| Tobrilia longicaudata \| \| \| \| |
|          | \| \| Tobrilia imberbis \| \| \| \| \| \| Tobrilia longicaudata \| \| \| \| |
|          | Abunema                                                                     |
|          |                                                                             |
|          | Anguillula                                                                  |
|          |                                                                             |
|          | Monochromadora                                                              |
|          |                                                                             |
|          | Paratripyla                                                                 |
|          |                                                                             |
|          | Sinanema                                                                    |
|          |                                                                             |
|          | Tobriloides                                                                 |
|          |                                                                             |
|          | Tobrilus                                                                    |
|          |                                                                             |
|          | Tripyla                                                                     |
|          |                                                                             |
|          | Trischistoma                                                                |
|          |                                                                             |
|          | Udonchus                                                                    |
|          |                                                                             |
|          | Tobrilia imberbis                                                           |
|          |                                                                             |
|          | Tobrilia longicaudata                                                       |
|          |                                                                             |

|  | Tobrilia imberbis     |
|  |                       |
|  | Tobrilia longicaudata |
|  |                       |